# Schweppes

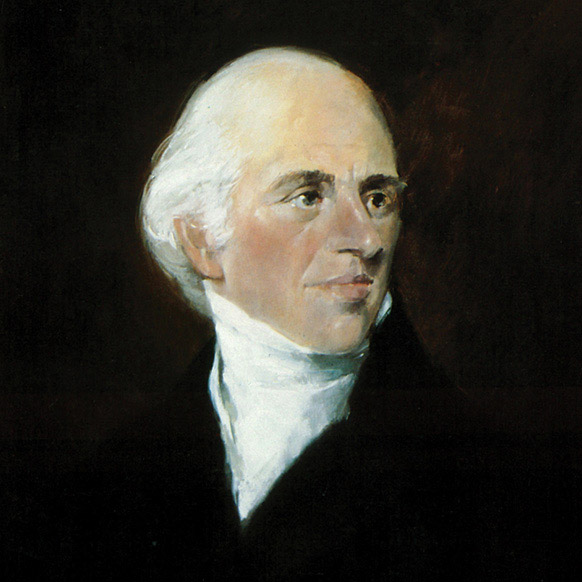
Johann Jacob Schweppe (1783)

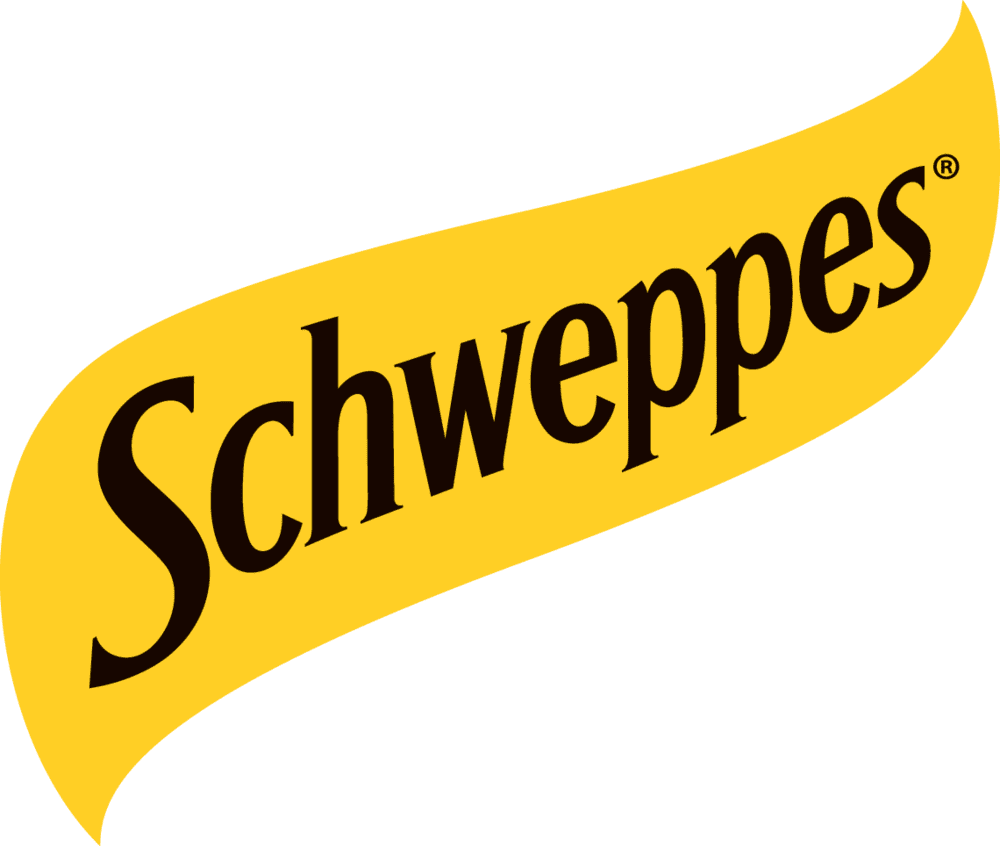
Logo (2016)

Schweppes (/ʃwɛps/ Shweps, deutsch: [ʃvɛps]) ist eine Erfrischungsgetränkemarke. Sie wurde 1783 im Schweizerischen Genf von Jacob Schweppe auf der Basis von Sodawasser als eine der frühesten Formen des Erfrischungsgetränks kreiert. Der wirtschaftliche Erfolg des Unternehmens setzte jedoch erst 1790 ein, als Schweppe die Produktion nach London verlagerte.
Heute tragen verschiedene Arten von Limonade und Ginger Ale den Markennamen Schweppes. Inhaberin der Marke und des damit verbundenen Geschäfts in verschiedenen europäischen Ländern ist Schweppes International Limited, ein Unternehmen der Suntory Beverage & Food Ltd. In weiteren europäischen Ländern ist die Marke Eigentum von The Coca-Cola Company.  In Deutschland besitzt die Krombacher Brauerei über ihre Tochterunternehmen Schweppes Deutschland GmbH und CAB Drinks GmbH seit 2006 die Marken- und Vertriebsrechte für Schweppes. 

## Geschichte

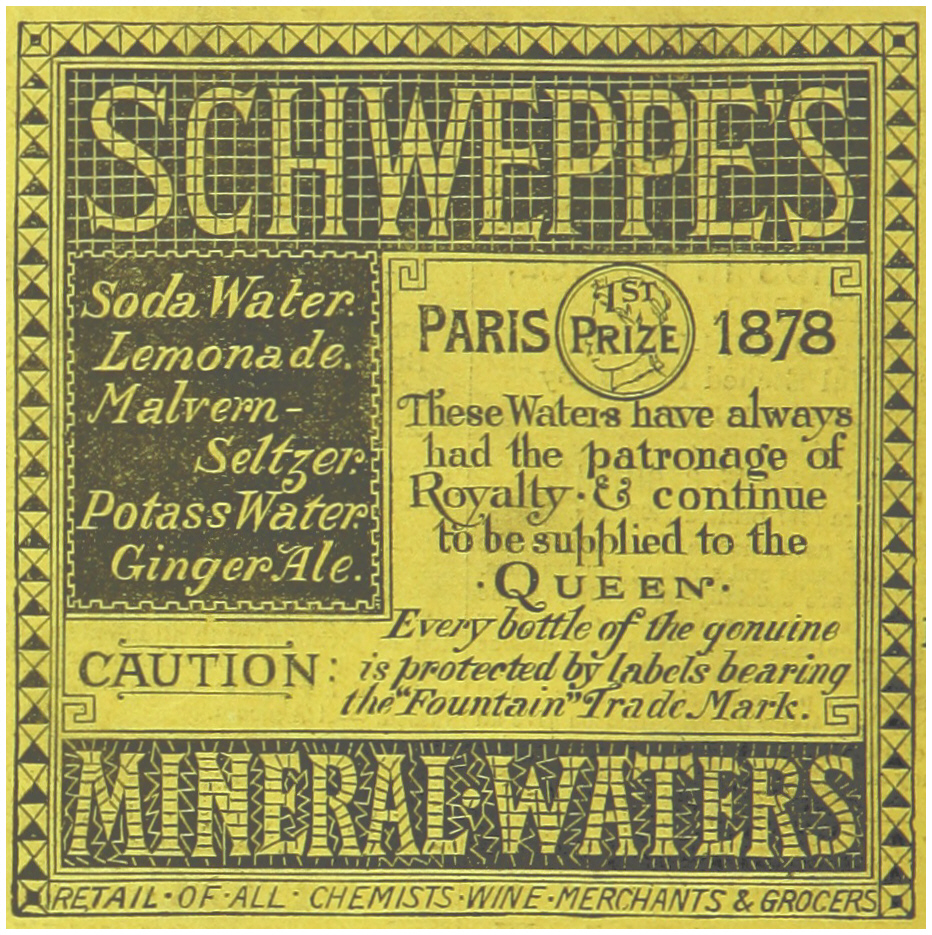
Werbeinserat von 1883

Der 1740 im nordhessischen Witzenhausen geborene Uhrmacher und Silberschmied Jacob Schweppe ließ sich 1766 in Genf nieder und arbeitete als Bijoutiermeister. Ab 1780 entwickelte er ein Verfahren, bei dem sich Wasser mit Kohlensäure versetzen lässt. Nach vier Jahren Entwicklung veröffentlichte Schweppe 1772 in London eine Broschüre mit dem Titel Directions for Impregnating Water with Fixed Air. Diesen Vorgang nannte er „Geneva-System“ und ließ sich dies 1783, anfangs für medizinische Zwecke, patentieren, nur wenige Jahre, nachdem bereits Joseph Priestley ein entsprechendes Verfahren beschrieben hatte.
Er bot sein Wasser den Ärzten in Genf kostenlos an, damit diese es bedürftigen Patienten gratis verschreiben konnten. Bald wuchs die Nachfrage auch bei denjenigen, die es sich leisten konnten, und sie mussten Schweppe zur Zahlung zwingen, der nur darauf bestand, seine Kosten zu decken.
Da das Gas sehr schnell durch den trockenen Korken der Flasche entwich, wurde eine „Egg-Bottle“, eine Flasche in Eiform, verwendet. Weil diese nicht aufrecht stehen konnte und der Korken somit immer feucht und die Kohlensäure länger in der Flasche blieb, war das Wasser auch länger haltbar. Nach der Erfindung des Kronkorkens im Jahr 1892 ging Schweppes schrittweise zur Verwendung von Glasflaschen mit flachem Boden über.
Zusammen mit dem Mechaniker Nicolas Paul und dem Apotheker Henri-Albert Gosse gründete er 1790 in Genf eine Fabrik zur Herstellung von Sodawasser. Die von Schweppe erfundene und von Paul konstruierte Maschine bestand aus einem Behälter mit einem Rührwerk, das aus einer Mischung aus Kreide und Schwefelsäure Kohlendioxid erzeugte. Das Gas wurde dann durch Wasser in einen Gasometer geleitet. Mit Hilfe einer Pumpe wurde das Gas dann in ein geschlossenes hölzernes Karbonisierungsgefäß geleitet, wo es mit Hilfe eines Rührwerks unter Druck in Wasser aufgelöst wurde.
Wegen des begrenzten lokalen Absatzes eröffneten die drei Partner 1792 eine Niederlassung in der Londoner Drury Lane. Das Schweppe-Wasser wurde ursprünglich als Heilwasser verkauft, mit dem versucht wurde, die Eigenschaften des populären Mineralwassers aus Selters, Spa und später aus anderen Regionen wie Pyrmont, Vals und Balaruc zu imitieren. Unterstützt bei dem Verkauf in London wurde Schweppe durch den in Genf praktizierenden englischen Arzt William Belcombe, der die Kontakte zu Londoner Ärzten herstellte.
Die Anfänge des Unternehmens Schweppe, Paul and Gosse gestalteten sich wegen großer Konkurrenz und politischer Unruhen, die durch den Krieg mit Frankreich ab 1793 herrschten, schwierig. In einem Brief vom 28. Dezember 1792 schrieb Schweppe an seine Geschäftspartner, dass er nahe daran sei, das Unternehmen zu verlassen. 1796 hatte sich die Situation ins Gegenteil verkehrt: Paul und Gosse verließen das Projekt. Schweppe stand dem Unternehmen nun alleine vor, das sich nun J. Schweppe & Co. nannte. Besondere Unterstützung erfuhr er von dem Londoner Mediziner Erasmus Darwin, dem Großvater von Charles Darwin, der das von Schweppe hergestellte Wasser gegen Blasensteine verschrieb. Die Bezeichnung Sodawasser, die Ende der 1790er Jahre eingeführt wurde, wurde erstmals um 1798 in einer Schweppes-Werbung genutzt.
Schweppe selbst verkaufte 1802 drei Viertel seines Anteils an drei Geschäftsmänner aus Jersey und kehrte nach Genf zurück. Das Unternehmen behielt aber den Namen Schweppes. Bis 2006 bezeichnete es sich als Soft Drink Manufactures Schweppes Ltd. Da Schweppes-Wasser frachtfrei bis in die entlegensten Winkel von England, Schottland und Wales geliefert wurde, wuchs der Absatz. Es wurde ein landesweites Netz von Verkaufsagenten etabliert, die Schweppes durch Anzeigen in der lokalen Presse unterstützte. Neben dem Stammwerk in London entstanden Werke in Newcastle und Derby.
Nach dem Tod von Jacob Schweppe 1821 wechselte das Unternehmen mehrmals den Inhaber. 1834 ging Schweppes erneut an neue Eigentümer über. Die beiden Partner waren John Kemp-Welch, ein 24-jähriger Weinhändler, und der 44-jährige William Evill, beide aus Bath stammend. Sie übernahmen das Unternehmen von R. A. Sparkes. Bis 1969 bestimmte die Familie Kemp-Welch die Geschicke von Schweppes. Eines der ersten Projekte von Kemp-Welch und Evill war 1835 die Entwicklung der Schweppes Aerated Lemonade, einer bahnbrechenden Weiterentwicklung der Limonade. 
Limonade war zu diesem Zeitpunkt zwar schon auf Basis von Zitrone und Wasser erfolgreich, aber Schweppes war der erste Hersteller, der ihr Kohlensäure zusetzte. Dies war das erste nichtmedizinische Getränk der Unternehmensgeschichte von Schweppes. Vier Jahre später wurde ein viertes Werk in Liverpool eröffnet. Bei der 1851 in Crystal Palace stattfindenden Great Exhibition, der ersten Weltausstellung, konnte Schweppes sich die alleinige Schanklizenz sichern und versorgte so etwa 6,5 Millionen Besucher mit Getränken, was sich in weiterem Umsatzwachstum niederschlug. Es folgten weitere Werke in Malvern und Glasgow sowie in Brooklyn, Sydney und Melbourne.
In den 1870er Jahren brachte Schweppes Tonic Water und Ginger Ale auf den Markt. 1897 ging Schweppes an die Londoner Börse. Es entstanden neue Werke in Colwal und Hendon. Bis in die 1950er blieb der Markterfolg von Tonic Water fast ausschließlich auf das Vereinigte Königreich beschränkt und wurde erst ab 1953 in den Vereinigten Staaten populär, als Schweppes dort mit der Abfüllung begann. In den folgenden Jahrzehnten manifestierte sich dann auch der Erfolg in Europa.
Laut einem Lieferschein soll Schweppes seine erste Cola um 1885 hergestellt haben. Ab 1916 verzeichnete das Unternehmen Cola in den Preislisten. Schweppes Cola hat im Laufe der Jahrzehnte wegen der starken Konkurrenz durch etablierte Cola-Marken drastisch an Marktbedeutung verloren, ist aber in einigen Ländern immer noch erhältlich. In den 1920er und 1930er Jahren wurden Schweppes-Fruchtgetränke mit Kohlensäure eingeführt: Orange, Grapefruit und Zitrone. Im Mai 1957 folgten als Folge der fortschreitenden Verarbeitungsmöglichkeiten von Früchten Bitter Orange und Bitter Lemon.
Nachdem die Vertriebsrechte mehr als ein Jahrhundert lang der Familie Kemp-Welch gehört hatten, gelangte die Schweppes-Gruppe 1969 in den Besitz von Cadbury, das sich in der Folge Cadbury Schweppes nannte. 1995 wurden Dr Pepper und 7 Up durch Cadbury Schweppes übernommen, was den schnell wachsenden nordamerikanischen Markt stützte, jedoch nicht so stark wie erhofft. Ab 1998 wurde der Vertrieb der Marke Schweppes mit The Coca-Cola Company geteilt: Cadbury behielt die Rechte in 26 Ländern in Nordamerika und Europa, während Coca-Cola den Vertrieb in 155 anderen Ländern übernahm, darunter im Vereinigten Königreich.
2006 schloss Cadbury den Verkauf seiner europäischen Getränkeaktivitäten an die Blackstone Group und die Lion Capital Group ab. Im selben Jahr übernahm die Krombacher Brauerei die Vertriebsrechte an den Marken Schweppes und Orangina für Deutschland und Österreich, die Feldschlösschen Getränke jene für die Schweiz. 2008 wurde Schweppes zusammen mit anderen Getränkemarken auf dem US-amerikanischen Markt als Dr Pepper Snapple Group abgespalten. Anfang 2024 wurden die Vertriebsrechte für die Schweiz von Feldschlösschen Getränke auf Aproz Sources Minérales übertragen und damit auch die von Orangina.

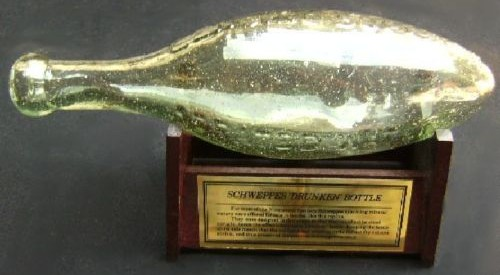
Die eiförmige Schweppes-Flasche wurde während des gesamten 19. Jahrhunderts verwendet und erhielt den Beinamen Drunken Bottle.

## Markenrechte
2009 erwarb die Suntory Beverage & Food Limited die Orangina-Schweppes-Gruppe einschließlich der Marke Schweppes in zahlreichen europäischen Ländern.  In weiteren europäischen Ländern blieb die Marke Schweppes und das damit verbundene Geschäft Eigentum von The Coca-Cola Company.
Das Eigentum an der Marke Schweppes und das damit verbundene Geschäft im Rest der Welt wird getrennt von The Coca Cola Company, Asahi Beverages, Keurig Dr Pepper und Jafʾora-Tabori gehalten.
Das Vorhandensein verschiedener Markeninhaber der Marke Schweppes auf der ganzen Welt, einschließlich einzelner Marktregionen wie der Europäischen Union, bringt es mit sich, dass Schweppes-Produkte nicht ausnahmslos und ohne Vorbehalte von einem Land zum anderen vermarktet werden können. Umgekehrt kann der Vertrieb von Schweppes-Produkten eines bestimmten Eigentümers nur in den Ländern erfolgen, in denen dieses Unternehmen die Rechte an der Marke Schweppes besitzen.

## Vertriebsrechte
| Land | Rechtsinhaber/Vertrieben durch …                                                                          |
| --- | --- |
| Frankreich, Spanien, Portugal | Orangina Schweppes, seit 2009 Teil von Suntory                                                            |
| Algerien, Argentinien, Brasilien, Bulgarien, Kolumbien, Kroatien, Ägypten, Israel, Lettland, Litauen, Ungarn, Irland, Japan, Kasachstan, Malediven, Marokko, Nigeria, Rumänien, Vereinigtes Königreich, Russland, Serbien, Slowenien, Tunesien, Türkei, Ukraine, Vietnam (unvollständige Liste) | The Coca-Cola Company                                                                                     |
| Vereinigte Staaten | Dr Pepper Snapple Group (seit der Aufteilung von Cadbury 2008 in Cadbury plc und Dr Pepper Snapple Group) |
| Kanada | Canada Dry Motts, Tochter der Dr Pepper Snapple Group                                                     |
| Hongkong, Taiwan, 7 Provinzen der Volksrepublik China und 11 Staaten der USA | Swire Beverages Ltd., Tochter der Swire Pacific                                                           |
| Neuseeland | Coca-Cola Amatil, Coca-Cola Amatil New Zealand                                                            |
| Deutschland, Österreich | Krombacher                                                                                                |
| Schweiz, Liechtenstein | Aproz Sources Minérales                                                                                   |
| Polen | Orangina Schweppes ab 2013 (früher PepsiCo)                                                               |
| Dänemark | Carlsberg Group (Vertrieb unter Lizenz von The Coca-Cola Company)                                         |
| Finnland | Sinebrychoff, Tochter der Carlsberg Group                                                                 |
| Schweden | Spendrups Bryggeri, Tochter der Carlsberg Group                                                           |
| Norwegen | Hansa Borg Bryggerier                                                                                     |

## Produkte in Deutschland

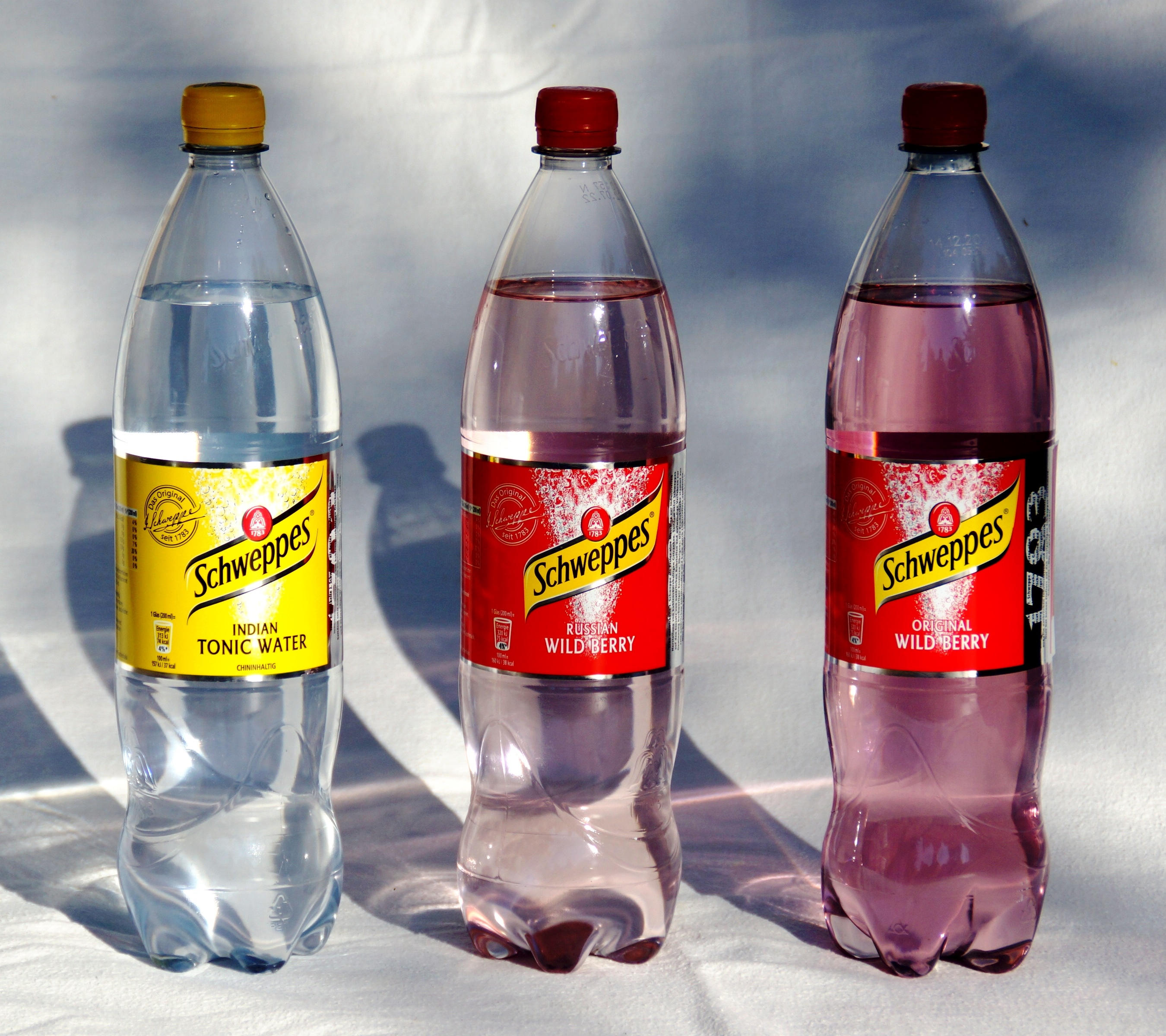
Schweppes Produkte in 1,25 l PET-Flaschen: Indian Tonic Water, Russian Wild Berry und dessen 2022 in Original Wild Berry umbenannter Ersatz.

- Schweppes American Ginger Ale
- Schweppes American Ginger Ale Zero
- Schweppes Dry Tonic Water
- Schweppes Fruity Citrus & Orange
- Schweppes Fruity Lemon & Mint
- Schweppes Fruity Mango & Passionfruit
- Schweppes Ginger Beer
- Schweppes Herbal Tonic Water
- Schweppes Indian Tonic Water
- Schweppes Indian Tonic Water Zero
- Schweppes Original Bitter Lemon
- Schweppes Original Bitter Lemon Zero
- Schweppes Original Bitter Orange
- Schweppes Original Wild Berry (bis 2022: Russian Wild Berry)
- Schweppes Original Wild Berry Zero (bis 2022: Russian Wild Berry Zero)
- Schweppes Pink Tonic Water
- Schweppes Soda Water
- Schweppes Virgin Mojito
- Schweppes White Peach
- Schweppes Pomegranate

(Stand: März 2024)

## Zuckergehalt
Als Folge der Zuckersteuer wurde der Zuckergehalt in Großbritannien bei Schweppes Indian Tonic Water um rund die Hälfte reduziert.

## Kooperation mit Lillet
Seit 2020 veröffentlichte Schweppes in Kooperation mit dem Spirituosenhersteller Lillet mehrere Rezepte für Longdrinks wie den Lillet Wild Berry und den Lillet Rosé White Peach. Insbesondere der Lillet Wild Berry entwickelte sich in Deutschland zu einem Sommer-Trendgetränk. Es wurde 2022 in dem Nummer-eins-Hit Wildberry Lillet von Nina Chuba besungen.